# 伊恩·沃克
伊恩·迈克尔·沃克（英語：Ian Michael Walker，1971年10月31日—），是一名已退役的英格兰足球运动员，他的职业生涯大部分时间都是在托特纳姆热刺、莱斯特城和博尔顿度过。他在退役后成为一名教练，现在担任中国足球超级联赛球队上海上港的守门员教练。

## 俱乐部生涯
1989年，沃克在英甲球队（现英超）托特纳姆热刺开始职业生涯，1990年曾被短暂租借到英乙球队（现英冠）牛津联和伊普斯维奇锻炼。他为热刺效力了11个赛季，总出场次数达312次，期间也数次入选英格兰代表队。2000/01赛季，沃克在竞争中输给，失去主力守门员的位置，他在2000年9月正式提出转会要求。
2001年7月，沃克和英超球队莱斯特城签约四年，转会金额为250万英镑，外加50万英镑的附加条款。但他在2001/02赛季没有帮助球队保级成功，也导致他失去被选入英格兰代表队参加2002年世界杯的希望。沃克帮助莱斯特城在第一个赛季成功升级回英超联赛，并在2003年5月时隔六年后再次赢得英格兰代表队的召唤。
但重返英超赛场的沃克却处境艰难，特别是在2004年1月31日和阿斯顿维拉的一场英超联赛中，他在18分钟内连丢5球。比赛中有莱斯特城球迷冲进场内，告诉沃克说他不配当一名英超球员。2004年2月10日，沃克在和博尔顿的比赛中打进一个非常离奇的乌龙球，导致莱斯特城被对手1比1逼平。但在2月28日，他在莱斯特城主场0比0战平狼队表现出色，以一个“世界级”的扑救扑出的射门。在莱斯特城降级到英冠后，沃克选择留在球队。但一个赛季后，由于莱斯特城无力支付他的新合同，2005年5月6日，沃克离开莱斯特城。
成为自由球员的沃克很快和博尔顿签约一年。他在博尔顿俱乐部历史上首次參加欧洲比赛的次回合——客场对阵保加利亚球队普罗夫迪夫火车头的比赛中首发出场。虽然他在2005/06赛季中只是担任的副車，联赛中没有得到一分钟的出场时间，但依然在2006年5月得到一份为期两年的合同。2008年5月，一直没有得到联赛出场机会的沃克再次得到续约，但在2008年12月11日，沃克在和博尔顿协商提前终止合同。

## 国家队生涯
沃克曾经为英格兰代表队出场4次。1996年，他在英格兰和匈牙利国家队的友谊赛中首次为国家队上阵。他被公认最蹩脚的比赛是1998年世界杯外围赛英格兰在温布利球场0比1不敌意大利，很多人认为他必须为佐拉的进球负责。沃克曾入选英格兰代表队参加1996年欧洲足球锦标赛和2004年欧洲足球锦标赛，但都只是后备球员，没有得到上场机会。2004年6月5日，沃克时隔7年后再次代表国家队出场，他在61分钟替补保羅·羅賓遜出场，帮助英格兰队6比1击败冰岛，这也是他的最后一场国家队比赛。

## 教练生涯
2011年3月14日，沃克被任命为英格蘭足球議會北部聯賽球队彼谢普斯托福的主教练。但2011年12月11日，在彼谢普斯托福0比5惨败给依斯米安联赛球队卡尔夏登的英格兰足总锦标后，沃克被辞退。2012年4月，他接受博尔顿前队友的邀请，成为中国足球超级联赛球队上海申花的守门员教练。在他的指导下，上海申花主力门将王大雷取得很大的进步，并在时隔6年后再次入选中国国家足球队。2014年1月2日，沃克成为上海另一支中超球队上海东亚的守门员教练。上海东亚的主力门将颜骏凌在他的调教下取得很大进步，为了避免沃克被挖角，上海东亚在2014年5月15日即和他续约至2017年底。

## 荣誉
托特纳姆热刺
- 英格兰联赛杯：1999

## 个人
伊恩·沃克的父亲麦克·沃克是一名威尔士球员，同样司职守门员，他在沃特福德效力期间生下伊恩。麦克·沃克退役后曾经担任诺里奇城和埃弗顿等球队主教练。
伊恩·沃克的妻子是前《太阳报》三版女郎苏琪（Suzi），居住在萨里郡科巴姆的豪宅。1998年，沃克的女儿索菲（Sophie）诞生，但苏琪却因此发生产后子痫，之后又发展为慢性疲劳症候群。2006年11月，苏琪承认沃克和33岁的美国舞者萨曼塔·瑟曼（Samantha Thurman）发生婚外情。2007年9月，沃克和瑟曼生下一个儿子贾克逊（Jaxson），他们一度生活在南佛罗里达，随着沃克工作的变动，现在一起生活在上海。

## 外部連結
- 足球数据库：伊恩·沃克的球员统计数据